# St. Johann (Bade-Wurtemberg)
Pour les articles homonymes, voir Sankt Johann.
St. Johann est une commune de Bade-Wurtemberg (Allemagne), située dans l'arrondissement de Reutlingen, dans la région Neckar-Alb, dans le district de Tübingen.
Elle est jumelée avec une intercommunalité française du département des Deux-Sèvres, la communauté de communes du Pays Thénezéen.